# John C. Woods
John C. Woods, född 5 juni 1911 i Wichita, död 21 juli 1950 på Enewetak, var en amerikansk sergeant och skarprättare. Han är känd för att den 16 oktober 1946 genom hängning ha avrättat de tyska krigsförbrytare som dömts till döden vid Nürnbergprocessen. För dessa avrättningar erhöll Woods skarp kritik.